# Beuren (Isny)
Beuren ist ein Ortsteil der Stadt Isny im Allgäu im Landkreis Ravensburg.

## Lage
Der Ort befindet sich im äußersten Südosten von Baden-Württemberg, ungefähr zehn Kilometer nördlich des Stadtgebietes von Isny. Die Landesstraße L 320 verläuft in Ost-West-Richtung hindurch. 

### Weitere Orte
Auf der Gemarkung liegen neben Beuren selbst folgende Orte: 
- Die Weiler Allmisried, Gumpeltshofen, Halden, Hedrazhofen, Hollenmoos, Lengertshofen, Michlebaindt, Oberspießwengen, Sommersbach, Stockach, Unterspießwengen und Winnis
- Die Wohnplätze Butscher, Gaisau, Greut, Hesler, Kirchmann, Lettelesmühle, Maxbauer, Mayer, Netzer, Neumössingen, Nußmann, Öhler, Prinzen, Sinzen, Sommersbacher Mühle, Stockacher Hof und Unger

## Geschichte
Eine erste gesicherte Erwähnung findet sich im Liber decimationis, dem Zehntbuch des Bistums Konstanz, im Jahre 1275. 1347 erkaufte das Kloster Isny einen Hof in Beuren, bereits 1715 erfolgte die Vereinödung im Ortsgebiet. Nach wechselnden Zugehörigkeiten, teilweise zu Kloster und Reichsstadt Isny und zur Herrschaft Trauchburg, kam es nach dem Bauernkrieg in den Einflussbereich der Herrschaft Waldburg-Zeil. 1806 wurde das Gebiet Bestandteil des Königreiches Württemberg und gehörte ab 1810 zum Oberamt Wangen. 
Am 1. Juli 1972 wurde Beuren in die Stadt Isny eingegliedert.

## Sehenswürdigkeiten

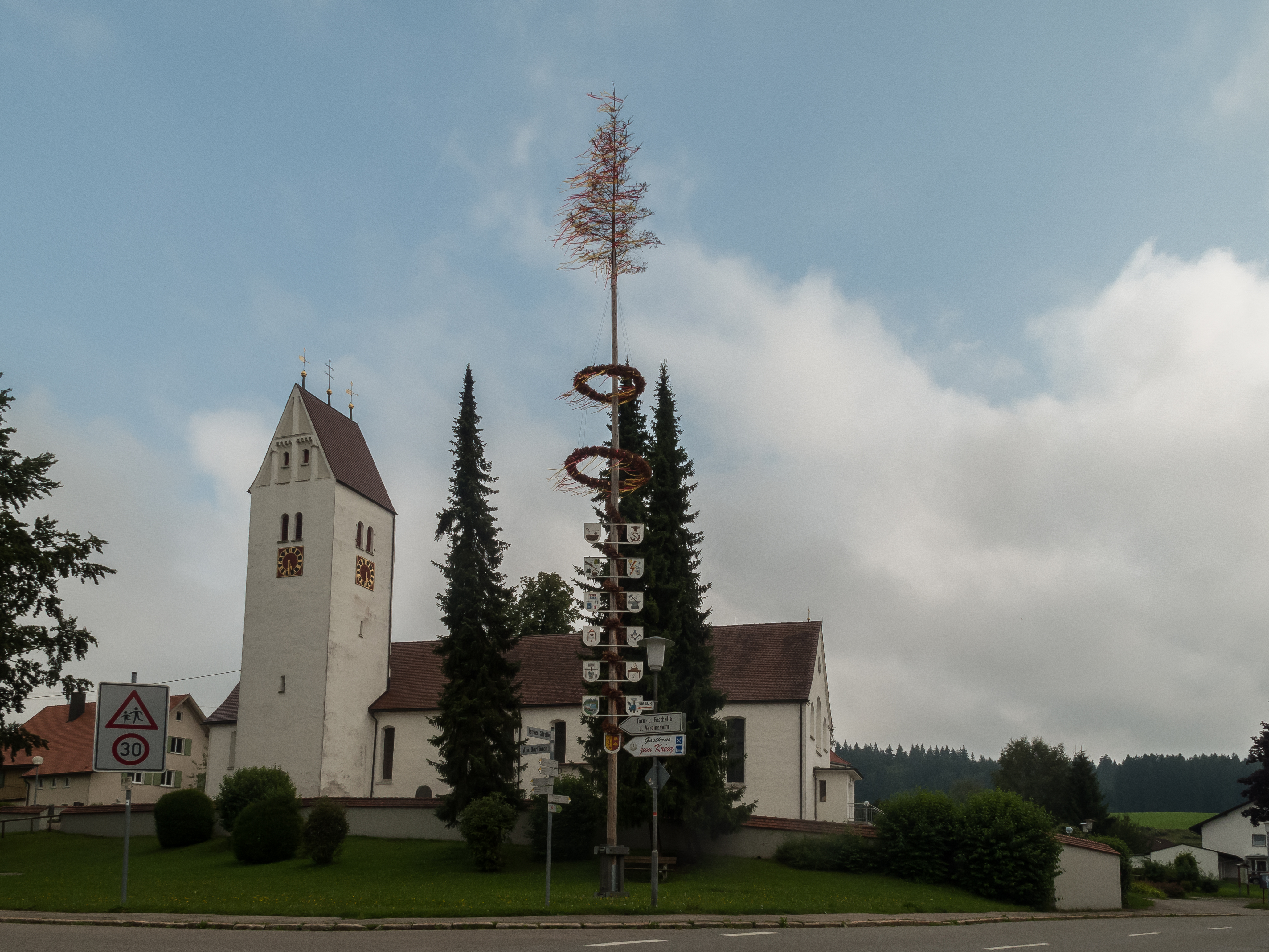
Die Kirche St. Petrus und Paulus

Auf der Gemarkung Beuren befinden sich innerhalb des Naturschutzgebiets Taufach-Fetzach-Moos der kleine und der große Ursee sowie der Badsee. 
Die im Jahr 1509 neu errichtete Kirche St. Petrus und Paulus ist dem Dekanat Allgäu-Oberschwaben in der Diözese Rottenburg-Stuttgart zugehörig. Bereits 1396 wird ein Pfarrer Konrad Bechler und 1452 eine Erneuerung dieser  erwähnt.

### Kulturdenkmale
Siehe: Liste der Kulturdenkmale in Beuren

## Struktur
Beuren ist ländlich strukturiert, neben Landwirtschaft und Handwerk spielt auch der Tourismus mit Gasthöfen und einem Campingplatz eine große Rolle. Der Ort verfügt über Grundschule, Kindergarten und eine Sporthalle. Viele Vereine beleben die Gemeinschaft.